# Tillitse-stenen
Tillitse-stenen er en runesten fra cirka 1050, der står uden for Tillitse Kirke i den lille by Tillitse på Lolland (Tillitse Sogn, Lolland Kommune). Stenen har tidligere været indmuret i kirken, men står nu frit uden for kirkens våbenhus. 
Da Skonvig tegnede Tillitse-stenen sad den i den sydlige kirkegårdsmur med korssiden ind mod kirken, og her havde den været anbragt så langt tilbage, man vidste. Da Abildgaard 1765 aftegnede stenen, sad den som grund- og hjørnesten til våbenhuset med nederste del skjult i jorden og bagsiden i muren. På P.G. Thorsens foranledning (i 1863?) udtaget og opstillet på kirkegården lige inden for muren.
- Tillitse
- Tillitse
- Tillitse

## Indskriften
Runestenen nævner fire personavne Toke, Tora, Eskil og Skulke, der alle har dansk eller nordisk herkomst, selvom byen har et slavisk bynavn. 
Runestenen er bemærkelsesværdig da den har været anvendt to gange, den ene gang af Eskil Sulkesøn og den anden gang af en person ved navn Toke.
Eskil Sulkesøn har udsmykket runestenen med et kors og en kristen indskrift:
| Translitteration | eskil : sulka : sun : let : res(a) \| sten : þena : eft : sialfan \| sik : emun : stanta : meþ : sten \| lifiR : uitrint : su : iaR : uan : eskil kristr : hialbi : siol : hans \| aok : santa : migael |
| Transskription   | Ǣskæll Sūlka sun lēt rēsa stēn þænna æft sialfan sik. Ē mun standa, með stēnn lifiR, vitrind (vitring) sū, eR vann Ǣskæll. Kristr hialpi siōl hans ok santa Mikael.                                     |
| Oversættelse     | Eskil Sulkesøn lod denne sten rejse efter sig selv. Altid vil stande, mens stenen lever, denne mindeskrift, som Eskil gjorde. - Krist og Sankt Mikael hjælpe hans sjæl.                                 |

Derudover har Toke forsynet stenen med indskriften:
| Translitteration | toki : risti : runaR : e(f)(t)(i)(R) (:) -(o)ru : \| stiubmoþur : sina : kunu : koþa |
| Transskription   | Tōki rīsti rūnaR æftiR [Þ]ōru, stiūpmōður sīna, konu gōða.                           |
| Oversættelse     | Toke ristede runerne efter sin stedmoder Thora, en god kvinde.                       |